# Acrux
Acrux (α Cru / α Crucis / Alfa Crucis) è un sistema stellare, composto da tre componenti, appartenente alla costellazione della Croce del Sud. Avendo una magnitudine apparente di +0,81, essa è la stella più luminosa della costellazione, nonché tredicesima stella più luminosa del cielo notturno. È la stella con magnitudine inferiore a +1,5 con declinazione più meridionale del cielo. Questa sua posizione, che ne penalizza molto l'osservazione dalle regioni dell'emisfero boreale, ha fatto sì che essa non sia stata ancora studiata in modo approfondito. Le tre componenti del sistema sono tutte stelle azzurre di classe B molto luminose. Esso dista dal Sistema solare 320 anni luce circa.

## Osservazione

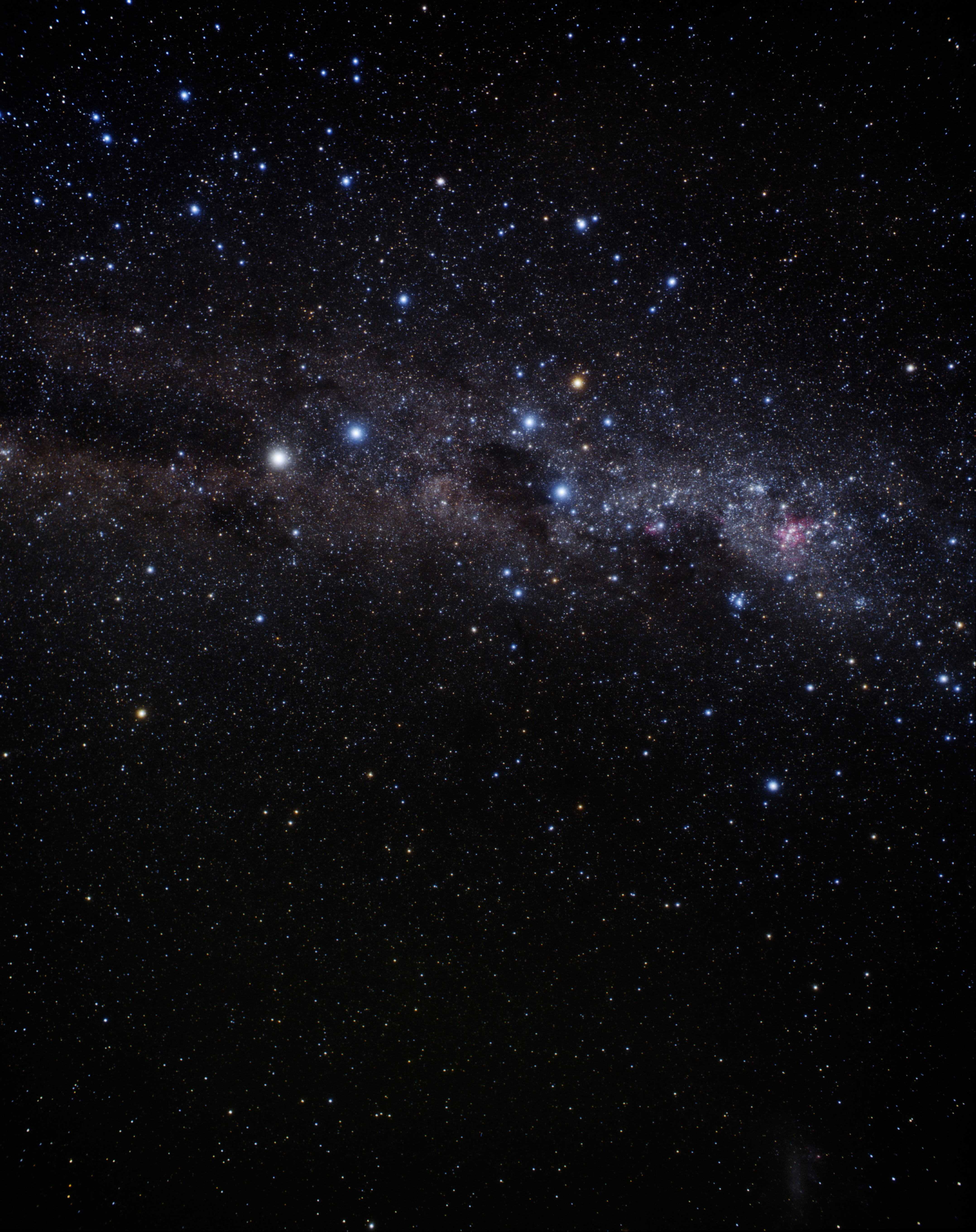
Veduta della Via Lattea australe, su cui spiccano la Croce del Sud e la coppia -.

Acrux appare ad occhio nudo come una brillante stella azzurra, sulla chiara scia della Via Lattea australe. È la più meridionale delle quattro stelle disposte a croce, che caratterizzano la costellazione della Croce del Sud; a nord-est di essa è osservabile la celebre nebulosa Sacco di Carbone. Dista 4° 15' da Mimosa, con la quale forma la coppia di stelle con magnitudine inferiore a +1,5 più vicina del cielo notturno. Rimarrà tale fino a circa l'anno 2150, quando sarà allora superata dalla coppia α Centauri - β Centauri, che sta riducendo la sua distanza apparente. Con un'altra stella del quartetto, γ Crucis, forma una linea circa 6° che, se prolungata di quattro volte e mezzo verso sud, porta a un punto molto vicino al polo sud celeste. Dato che il polo sud celeste manca di una stella brillante che lo marchi, il prolungamento della linea γ Crucis - α Crucis è uno dei metodi più utilizzati per individuarlo con facilità.
Acrux ha una declinazione di –63°. Tale posizione marcatamente meridionale implica che essa può essere osservata solo da osservatori che si trovano a sud del 27º parallelo nord, dunque a partire dalle regioni tropicali boreali. Si tratta infatti della stella con magnitudine apparente inferiore a +1,5 più meridionale del cielo, e già diventa circumpolare appena usciti dal Tropico del Capricorno, andando in direzione sud. Questa sua particolare posizione, che ne penalizza l'osservazione dalle regioni dell'emisfero boreale, ha fatto sì che sia una delle stelle di prima grandezza meno studiate del cielo notturno.
A causa della precessione degli equinozi, 2500 anni fa la stella era perfettamente visibile da quasi tutto il Mediterraneo, cosicché popoli come Greci e Romani la potevano osservare abbastanza bene, anche se bassa sull'orizzonte meridionale; la stella costituiva parte delle zampe posteriori del Centauro, come del resto l'intera costellazione della Croce del Sud, che allora non veniva considerata tale.

## Ambiente galattico e distanza

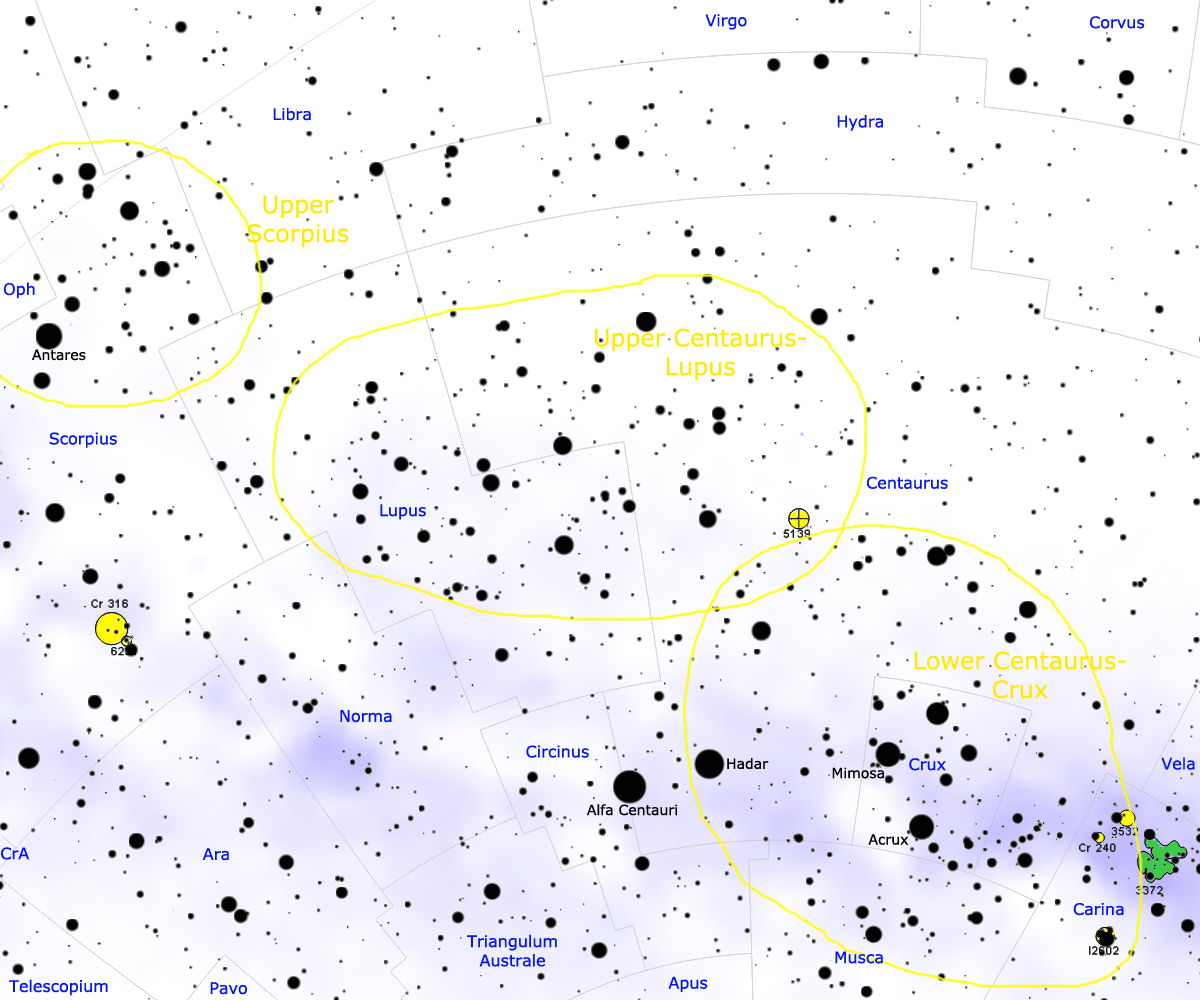
Mappa dell'Associazione Scorpius-Centaurus. Acrux è in basso, nel gruppo Centauro inferiore-Croce.

È molto probabile che Acrux faccia parte dell'associazione stellare Scorpius-Centaurus, l'associazione OB più vicina alla Terra, della quale fanno parte molte delle stelle blu luminose delle costellazioni dello Scorpione, del Lupo, del Centauro e della Croce del Sud. Centinaia di stelle con massa pari o superiore a 15 masse solari sono state identificate come appartenenti a questa associazione, comprese alcune stelle (come Antares) in una fase avanzata del loro ciclo vitale; si ritiene che il numero complessivo dei membri possa arrivare a 1000-1200 astri.
L'associazione Scorpius-Centaurus è divisa in tre sottogruppi di stelle, chiamati Scorpione superiore, Centauro superiore-Lupo e Centauro inferiore-Croce. È probabile che Acrux faccia parte di quest'ultimo sottogruppo, che si estende nella parte sudoccidentale del Centauro e che occupa l'area di cielo visibile in direzione della Croce del Sud e della Mosca, fino a raggiungere l'estremità nordorientale della Carena. L'età delle stelle del sottogruppo varia a seconda della loro posizione: le componenti della parte nordorientale, le più prossime al gruppo Centauro superiore-Lupo, hanno un'età di circa 17 milioni di anni, mentre le componenti più meridionali possiedono un'età inferiore, pari a circa 12 milioni di anni; ciò rivela che i fenomeni di formazione stellare sarebbero avvenuti progressivamente in senso nord-sud. Tra i tre sottogruppi dell'associazione Sco-Cen il Centauro inferiore-Croce è quello più vicino a noi, con una distanza media di 118 parsec (circa 385 anni luce).
Quello che suscita dubbi in merito all'effettiva appartenenza di Acrux a questo sottogruppo è la sua velocità radiale, che si discosta da quella degli altri membri dell'associazione. Tuttavia la natura di stella multipla di Acrux falsa i dati relativi alla velocità radiale in quanto il moto orbitale delle componenti l'una intorno alle altre si aggiunge ad essa. Quando questo fattore sia stato preso in considerazione, la velocità radiale risulta più compatibile con l'appartenenza al sottogruppo. Inoltre, la presenza di una stella azzurra della massa di Acrux all'interno di un'associazione OB come quella del Centauro inferiore-Croce non pare poter essere il frutto di una coincidenza.
Sulla base delle rilevazioni eseguite dal satellite Hipparcos, la parallasse di Acrux è stata calcolata in 10,13 ± 0,50 milliarcosecondi, che la colloca alla distanza di 322 ± 18 anni luce dalla Terra. Tale distanza è dunque compatibile con l'appartenenza al sottogruppo del Centauro inferiore-Croce.

## Caratteristiche

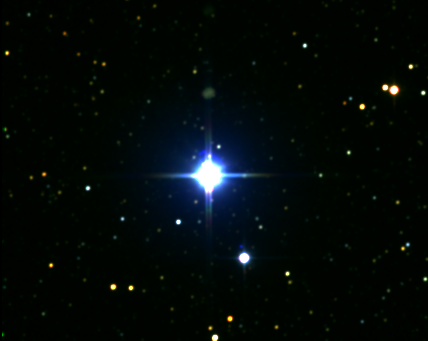
Immagine di Acrux al telescopio, in cui sono visibili le due componenti α^{1} e α^{2} con la loro apparente compagna di quarta grandezza. In realtà questa non è legata fisicamente.

Acrux è una stella tripla; due delle sue componenti sono distinguibili visivamente con un telescopio amatoriale, essendo separate da circa 4 secondi d'arco: esse sono chiamate α1 e α2 Crucis. Queste due stelle, che hanno magnitudine apparente 1,40 e 2,09, hanno rispettivamente classi spettrali B0,5 IV e B1 V; la temperatura superficiale della primaria è stimata essere pari a 28.000 K, quella della secondaria 27.000 K. La loro rispettiva luminosità è 32.000/20.000 volte più elevata di quella del Sole. La separazione fra le due componenti è almeno 400 UA (circa 60 miliardi di km) e il loro periodo orbitale è di almeno 1300 anni: esso è talmente lungo che il movimento delle due stelle è appena percettibile. α2 ha probabilmente una massa vicino alle 13 M☉ e una luminosità di 20.000 L☉.
La componente principale del sistema, α1, è a sua volta una binaria spettroscopica, ossia non rilevabile attraverso telescopi, ma solo dallo spettro della radiazione emessa dalla stella. Il periodo orbitale della coppia è 75,77 giorni. e l'argomento del pericentro 21° ± 6°. L'eccentricità dell'orbita è elevata (e= 0,46 ± 0,03). e questo porta le due componenti ad avvicinarsi fino a 0,5 UA al periastro e ad allontanarsi fino a 1,5 UA all'afastro. Esse hanno una massa stimata di 14 e 10 M☉ e una luminosità rispettivamente di 25.000 e 7.000 L☉. La principale ha una temperatura superficiale vicina ai 30.000 K ed è forse anch'essa, come le altre due componenti del sistema, una stella di sequenza principale.
La grande massa della principale di α1 e di α2 fa pensare che in futuro esse esploderanno come supernovae, mentre la componente secondaria di α1 avrebbe una massa troppo piccola, e potrebbe sopravvivere e diventare in seguito una massiccia nana bianca. L'esplosione della sua vicina compagna potrebbe espellerla dal sistema.
Un'altra compagna subgigante di classe spettrale B4 e di magnitudine apparente 4,86. dista 90 secondi d'arco dal sistema e condivide con Acrux il moto attraverso lo spazio, suggerendo che possa essere legata gravitazionalmente a quest'ultima. Tuttavia, se è vero, è sotto-luminosa per la sua classe. Probabilmente è solo una doppia ottica, forse distante centinaia di anni luce da Acrux.

## Etimologia e cultura
"Acrux" è semplicemente la contrazione della sua sigla di catalogo, A(lfa) Crux(-is); tale nome è stato coniato nel XIX secolo, ma ha cominciato ad entrare nell'uso comune solo alla metà del XX secolo. In cinese l'asterismo costituito da α Crucis, γ Crucis, β Crucis e δ Crucis è chiamato 十字架 (Shí Zì Jià), che significa Croce. Tale nome fu coniato dagli astronomi cinesi, alla fine della dinastia Ming, basandosi su carte astronomiche occidentali. Essi di conseguenza chiamarono α Crucis 十字架二 (Shí Zì Jià èr), che significa la seconda stella della Croce. Il nome della stella secondo la tradizione indiana è invece “Tri-shanku”.
Acrux è rappresentata nella bandiera dell'Australia, in quella della Nuova Zelanda e in quella della Papua Nuova Guinea, assieme alle altre quattro stelle brillanti della Croce del Sud; si ritrova anche nella bandiera del Brasile, rappresentata assieme ad altre 26 stelle, ciascuna delle quali rappresenta uno stato confederato. Acrux rappresenta in particolare lo stato di São Paulo.